# 聖若瑟教堂 (盧布林)

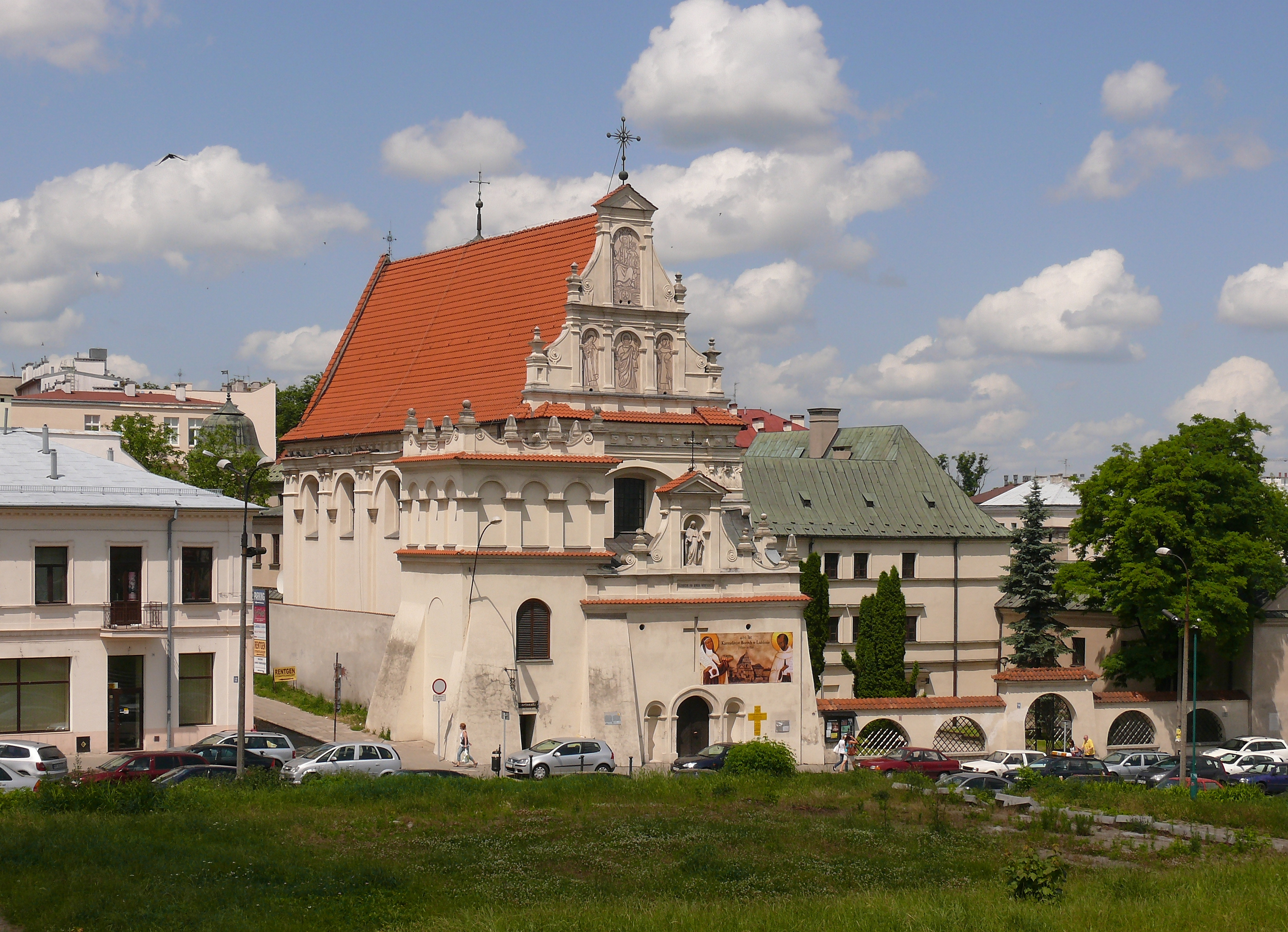
聖亞博那教堂

聖若瑟教堂（St. Joseph's Church）是波蘭城市盧布林的一座羅馬天主教的教堂。教堂修建於1635年至1644年期間，是盧布林文藝復興式建築的代表作。